# 弗拉默里
弗拉默里（法語：Frameries，法語發音：[fʁam(ə)ʁi]）是比利时瓦隆大区埃諾省蒙斯區的一个市镇，西北与法国接壤，通行法语，是比利时法语社群的一部分，人口21,878人（2018年1月1日）。